# Campeonato Europeo de Biatlón de 2008
El XV Campeonato Europeo de Biatlón se celebró en la localidad de Nové Město (República Checa) entre el 19 y el 24 de febrero de 2008 bajo la organización de la Unión Internacional de Biatlón (IBU) y la Federación Checa de Biatlón.

## Resultados

### Masculino
| Evento                      | Oro                                                                                     | Plata                                                                                    | Bronce                                                                                        |
| --------------------------- | --------------------------------------------------------------------------------------- | ---------------------------------------------------------------------------------------- | --------------------------------------------------------------------------------------------- |
| 10 km velocidad (22.02)     | Artiom Gusev · Rusia · 26:33,3                                                          | Stian Eckhoff · Noruega · 26:33,9                                                        | Michal Šlesingr · República Checa · 26:56,9                                                   |
| 20 km individual (20.02)    | Tomasz Sikora · Polonia · 50:29,5                                                       | Michal Šlesingr · República Checa · 50:49,1                                              | Serguei Balandin · Rusia · 51:22,4                                                            |
| 12,5 km persecución (23.02) | Serguei Konovalov · Rusia · 39:15,3                                                     | Artiom Gusev · Rusia · 39:31,7                                                           | Maxim Maximov · Rusia · 39:41,7                                                               |
| Relevos 4 × 7,5 km (24.02)  | Rusia · Serguei Balandin · Serguei Konovalov · Maxim Maximov · Artiom Gusev · 1:29:19,4 | Noruega · Stian Navik · Lars Berger · Stian Eckhoff · Magne Thorleiv Rønning · 1:29:26,5 | República Checa · Michal Šlesingr · Tomáš Holubec · Ondřej Moravec · Zdeněk Vítek · 1:30:04,8 |

### Femenino
| Evento                    | Oro                                                                                                  | Plata                                                                          | Bronce                                                                                       |
| ------------------------- | --- | ------------------------------------------------------------------------------ | -------------------------------------------------------------------------------------------- |
| 7,5 km velocidad (22.02)  | Oxana Yakovlieva · Ucrania · 26:20,5                                                                 | Zuzana Tryznová · República Checa · 26:23,9                                    | Nina Karasevych · Ucrania · 26:34,2                                                          |
| 15 km individual (20.02)  | Natalia Levcenkova Moldavia 55:45,7                                                                  | Kjersti Isaksen · Noruega · 56:44,4                                            | Liliya Vaiguina-Yefremova · Ucrania · 56:51,6                                                |
| 10 km persecución (23.02) | Nina Karasevych · Ucrania · 37:23,9                                                                  | Oxana Yakovlieva · Ucrania · 38:40,0                                           | Pavlina Filipova Bulgaria 39:10,7                                                            |
| Relevos 4 × 6 km (24.02)  | Ucrania · Oxana Yakovlieva · Viktoriya Semerenko · Valentyna Semerenko · Oxana Jvostenko · 1:21:19,2 | Alemania · Tina Bachmann · Ute Niziak · Juliane Döll · Jenny Adler · 1:22:23,8 | Noruega · Liv-Kjersti Eikeland · Elise Ringen · Kjersti Isaksen · Eline Fannemel · 1:24:47,7 |

## Medallero
| Núm. | País            | Oro | Plata | Bronce | Total |
| ---- | --------------- | --- | ----- | ------ | ----- |
| 1    | Rusia           | 3   | 1     | 2      | 6     |
| 1    | Ucrania         | 3   | 1     | 2      | 6     |
| 3    | Moldavia        | 1   | 0     | 0      | 1     |
| 3    | Polonia         | 1   | 0     | 0      | 1     |
| 5    | Noruega         | 0   | 3     | 1      | 4     |
| 6    | República Checa | 0   | 2     | 2      | 4     |
| 7    | Alemania        | 0   | 1     | 0      | 1     |
| 8    | Bulgaria        | 0   | 0     | 1      | 1     |
|      | TOTAL           | 8   | 8     | 8      | 24    |